# Ceraspis mutica
Ceraspis mutica är en skalbaggsart som beskrevs av Moser 1921. Ceraspis mutica ingår i släktet Ceraspis och familjen Melolonthidae. Inga underarter finns listade i Catalogue of Life.